# 그렌델의 어미

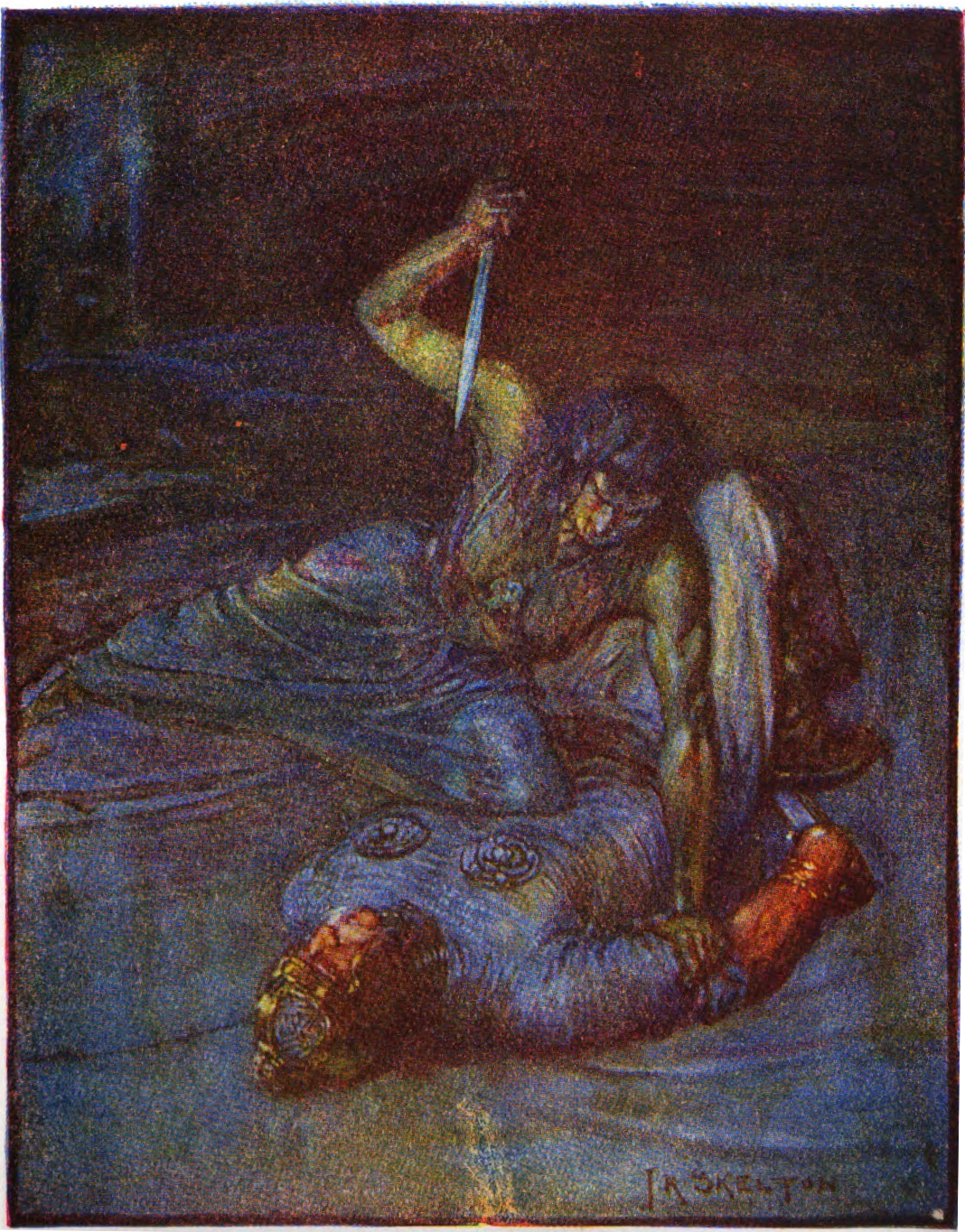
베오울프와 그렌델의 어미의 싸움.

그렌델의 어미(고대 영어: Grendles mōðor 그렌들레스 모도르, 영어: Grendel's mother)는 저자 미상의 고대 영어 서사시 《베오울프》의 세 악당 중 하나이다(나머지 둘은 그렌델과 드래곤이다). 이름이 무엇인지는 끝까지 밝혀지지 않는다.

## 이야기
서사시 『베오울프』는 노웰 코덱스(Nowell Codex)에 수록되어 있다. 『베오울프』 106-114행과 1260-1267행에서 언급되듯, 괴물들(그렌델과 그렌델의 어머니 포함)은 카인의 후손이다. 그렌델이 죽임을 당한 후, 그의 어머니가 복수심에 불타 헤오롯(Heorot)을 공격한다. 베오울프는 그녀의 동굴이 있는 호수 밑으로 들어가 치열한 전투를 벌인다. 그녀는 거의 베오울프를 죽일 뻔했으나, 베오울프가 고대의 검을 발견하여 그녀를 죽이고 죽은 그렌델의 목을 벤다. 베오울프는 그 후 지상으로 돌아와 동료들과 “아홉 번째 시간”(1600행, ‘nōn’, 약 오후 3시)에 합류한다.

## 서사시 내 기능과 구조

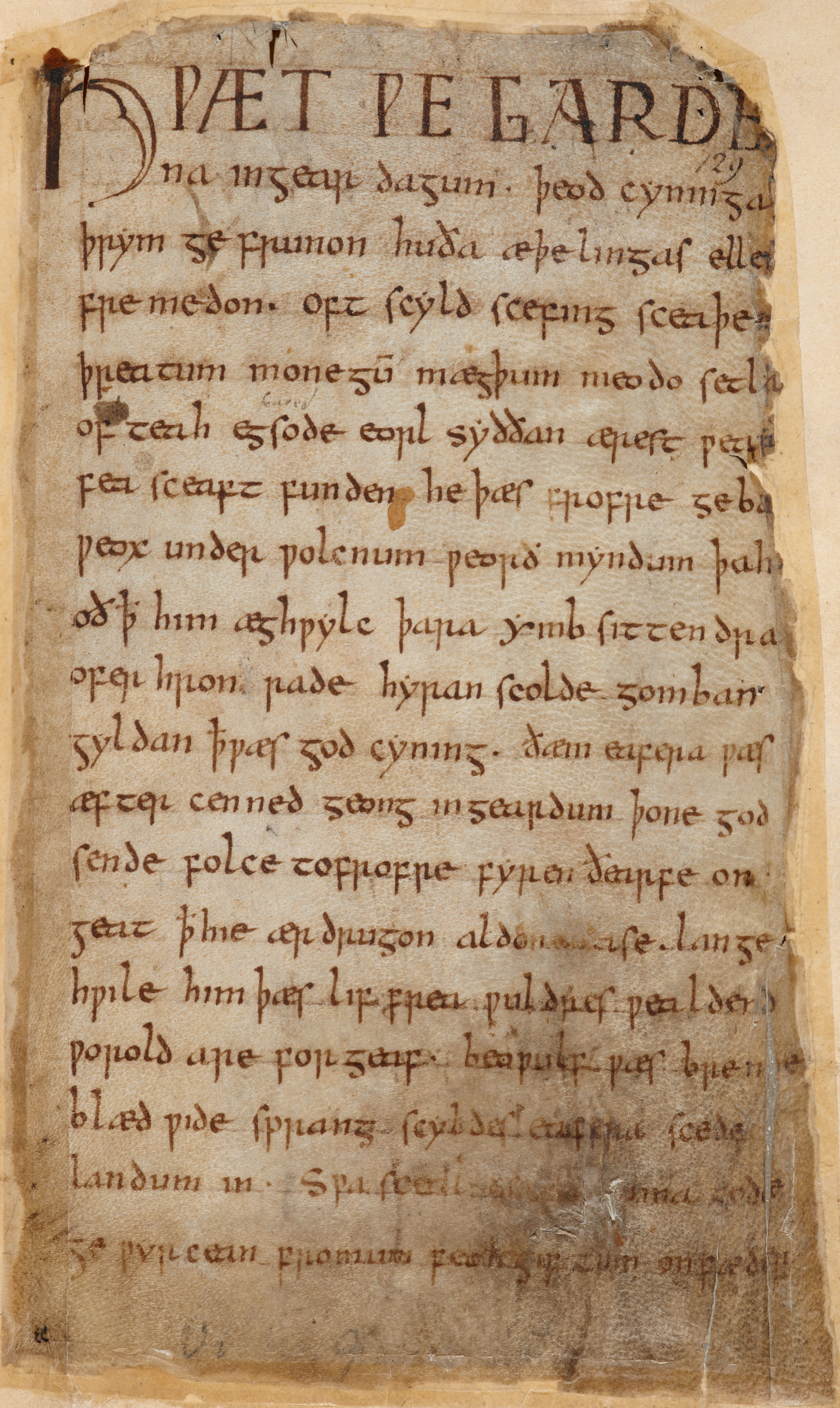
The first page of the Beowulf manuscript

일부 학자들은 『베오울프』에 나오는 여성 인물들이 주로 주최자(Wealhþeow와 Hygd)나 평화 중재자(Freawaru와 Hildeburh)와 같은 정해진 역할을 수행한다고 주장한다. 반면, 그렌델의 어머니와 Offa와 결혼하기 전의 Modthryth는 이러한 역할에 도전하며, 따라서 “괴물 여성(monster-women)”을 대표한다고 본다.

제인 챈스(Jane Chance)는 「『베오울프』의 구조적 통일성: 그렌델의 어머니 문제」라는 글에서 『베오울프』에 대한 두 가지 표준 해석이 있다고 주장한다. 하나는 두 부분 구조로 보는 시각으로, 즉 시가 그렌델과의 전투, 그리고 용과의 전투 두 부분으로 나뉜다는 것이다. 다른 하나는 세 부분 구조로, 그렌델의 어머니와의 전투가 그렌델과의 전투와 구조적으로 분리되어 있다고 해석한다. 챈스는 “이중 구조 해석은 J.R.R. 톨킨의 『베오울프: 괴물과 비평가들』 이후로 일반적으로 받아들여졌다”라고 언급한다. 반면, 그녀는 세 부분 구조 해석이 “점점 더 인기를 얻고 있다”고 주장했다. 이후 그녀는 이 주장을 『고대 영어 문학에서 여성 영웅』(Woman as Hero in Old English Literature)에서 더욱 발전시켰다.
1. ↑  Jack, George. Beowulf: A Student Edition, p. 123
2. ↑  Porter, Dorothy (Summer–Autumn 2001). “The Social Centrality of Women in Beowulf: A New Context”. 《The Heroic Age: A Journal of Early Medieval Northwestern Europe》 (5). 2006년 8월 9일에 확인함.
3. 1 2 3  Nitzsche, Jane Chance (1980). "The Structural Unity of Beowulf: The Problem of Grendel's Mother." Texas Studies in Literature and Language 22(3): 287–303. JSTOR 40754612
4. ↑  Nitzsche, Jane Chance. Woman as Hero in Old English Literature. Syracuse, N.Y.: Syracuse University Press, 1986.